# High Society (album)
High Society (podtytuł: A New High Fidelity Recording From the Sound Track of the MGM Picture) – album ze ścieżką dźwiękową z udziałem Binga Crosby’ego, Franka Sinatry, Louisa Armstronga, Grace Kelly oraz Celeste Holm i Johna Greena wydany w 1956 roku przez Capitol Records. Była to ścieżka dźwiękowa z filmu Wyższe sfery (ang. High Society) wydanego również w 1956 roku.

## Lista utworów
Wszystkie utwory napisał Cole Porter.

### strona 1
| 1. | „High Society (Overture)” (MGM Studio Orchestra)                | 3:32  |
|    |                                                                 |       |
| 2. | „High Society Calypso” (Louis Armstrong)                        | 2:14  |
|    |                                                                 |       |
| 3. | „Little One” (Bing Crosby)                                      | 2:33  |
|    |                                                                 |       |
| 4. | „Who Wants to Be a Millionaire?” (Frank Sinatra i Celeste Holm) | 2:08  |
|    |                                                                 |       |
| 5. | „True Love” (Bing Crosby i Grace Kelly)                         | 3:07  |
|    |                                                                 |       |
|    |                                                                 | 13:34 |
|    |                                                                 |       |

### strona 2
| 1. | „You're Sensational” (Frank Sinatra)                | 3:56  |
|    |                                                     |       |
| 2. | „I Love You, Samantha” (Bing Crosby)                | 4:30  |
|    |                                                     |       |
| 3. | „Now You Has Jazz” (Bing Crosby i Louis Armstrong)  | 4:18  |
|    |                                                     |       |
| 4. | „Well, Did You Evah!” (Bing Crosby i Frank Sinatra) | 3:50  |
|    |                                                     |       |
| 5. | „Mind If I Make Love to You?” (Frank Sinatra)       | 3:46  |
|    |                                                     |       |
|    |                                                     | 20:20 |
|    |                                                     |       |

## Twórcy
- Bing Crosby, Frank Sinatra, Celeste Holm, Grace Kelly – wokale
- Louis Armstrong – trąbka, wokal
- Louis Armstrong's Band:
  - Edmond Hall – klarnet
  - Trummy Young – puzon
  - Billy Kyle – fortepian
  - Arvell Shaw – kontrabas
  - Barrett Deems – perkusja
- Saul Chaplin – aranżer, kierownik muzyczny
- Johnny Green – aranżer, dyrygent, kierownik muzyczny
- Skip Martin, Nelson Riddle, Conrad Salinger – aranżerowie